# MIVA
Miva ali MivaScript je skriptni programski jezik za spletne aplikacije.